# زیردریایی یو-۵۶۰
زیردریایی یو-۵۶۰ (به انگلیسی: German submarine U-560) یک زیردریایی بود که طول آن ۶۷٫۱ متر (۲۲۰ فوت ۲ اینچ) بود. این زیردریایی در سال ۱۹۴۱ ساخته شد.